# Nerezine
Nerezine est une localité de Croatie située sur l'île de Lošinj et dans la municipalité de Mali Lošinj, comitat de Primorje-Gorski Kotar. En 2001, la localité comptait 371 habitants.

## Démographie
| 1948 | 1953 | 1961 | 1971 | 1981 | 1991 | 2001 |
| ---- | ---- | ---- | ---- | ---- | ---- | ---- |
| 981  | 719  | 586  | 456  | 410  | 397  | 371  |